# Klosstjärnen (Nordmarks socken, Värmland, 664411-140733)
Klosstjärnen är en sjö i Filipstads kommun i Värmland och ingår i Göta älvs huvudavrinningsområde.